# Pier Francesco Maestrini
Pier Francesco Maestrini (Firenze, 9 maggio 1965) è un regista italiano.

## Biografia
Figlio d'arte (il padre, Carlo Maestrini, regista lirico di fama internazionale; la madre, Cesarina Riso, affermata pianista) ha seguito studi umanistici presso l'Università di Firenze, studiando anche chitarra e composizione.
Nel 1993 esordisce alla regia con Il barbiere di Siviglia alla Japan Opera Foundation di Tokyo.
Ha firmato un centinaio di allestimenti, spaziando dal repertorio barocco, al verista fino al contemporaneo.
Oltre alla regia ha esercita attività didattica presso l'Accademia di Belle Arti di Palermo (2005), l'Istituto Italiano di Cultura della Yale University (2007) e la Fondazione Arturo Toscanini di Parma.

## Onorificenze
Premio Internazionale Sicilia “Il Paladino”, giugno 2003